# N-乙酰谷氨酸
N-乙酰谷氨酸（英語：N-Acetylglutamic acid，缩写为NAcGlu）自谷氨酸与乙酰辅酶A经N-乙酰谷氨酸合酶生物合成而成。精氨酸是此反应的激活剂。
此反应的逆反应，即乙酰谷氨酸上的乙酰基的水解，则是由一种特殊的水解酶所催化。
N-乙酰谷氨酸激活尿素循环中的氨甲酰磷酸合成酶。